# 袁達
袁達（1458年—？），字德孚，四川夔州府達縣人，民籍，明朝政治人物。

## 生平
四川鄉試第三十五名舉人，成化二十三年（1487年）中式丁未科會試第二百二十八名，二甲第二十五名進士。改翰林院庶吉士，弘治二年（1489年）十一月授禮科給事中，四年正月与刑部郎中韩绍宗奉命堪查大同巡抚許進与分守太监石岩互讦一事。

## 家族
曾祖袁龜齡；祖父袁旭；父袁福祖，前母伍氏；母陳氏。